# Trapezoedro pentagonal
El trapezoedro pentagonal o deltoedro pentagonal es el tercero de una serie infinita de poliedros de caras uniformes cuyos poliedros conjugados son antiprismas. Todo trapezoedro pentagonal tiene diez caras, lo que también le hace ser un decaedro. Cada una de las caras de un trapezoedro pentagonal es un deltoide congruente.
Este poliedro puede ser descompuesto en dos pirámides pentagonales y un antiprisma pentagonal.

## Uso aplicado a los juegos de rol

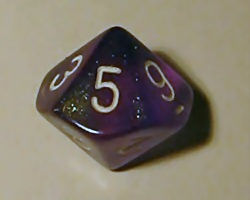
El dado de diez caras es un trapezoedro pentagonal.

En 1974 Dungeons & Dragons fue el primer juego de rol en ser comercializado, y utilizaba un dado de veinte caras (es decir, un dado con forma de icosaedro regular) para resolver las principales acciones de los personajes del juego. En 1978 surgió el juego de rol RuneQuest, que utilizaba un sistema de juego completamente diferente: basaba su resolución de acciones no en tiradas de un dado de veinte sino en tiradas de un dado de cien, con resultados comprendidos entre 1 y 100. En realidad Dungeons & Dragons, en algunas reglas añadidas con anterioridad al advenimiento de RuneQuest, ya había usado dados de cien, para hacer tiradas consultables en tablas, por ejemplo, pero no basaba su resolución de acciones en el dado de cien. En cualquier caso, en los años 1970, mientras iban apareciendo los primeros juegos de rol en el mercado, juegos como Dungeons & Dragons o RuneQuest pero también algunos otros, cuando uno de dichos juegos requería una tirada de dado de cien, lo que hacían los directores de juego y jugadores de aquella época era utilizar dos dados de veinte caras de diferente color y numerados dos veces de 0 a 9 (dos caras con un cero cada una, dos caras con un uno cada una, dos caras con un dos cada una etc.), un tipo de dado todavía comercializado hoy en día. Usados de este modo, dos dados de veinte caras numerados de 0 a 9 pueden servir para que uno indique las decenas y otro las unidades, obteniendo siempre un resultado comprendido entre 1 y 100 (un 8 y un 2 indican por ejemplo un resultado de 82) aunque para ello hay que anunciar previamente qué dado indica las decenas y qué dado las unidades.
Los jugadores de los años 1970 también solían hacer una tirada de dos dados de veinte convencionales (numerados de 1 a 20), pero dividiendo por dos y redondeando hacia arriba los resultados (un resultado de 3, por ejemplo, corresponde a un resultado de 2 pues 3 dividido por dos = 1,5 y 1,5 redondeado hacia el entero superior = 2). También en este caso se han de usar dos dados de diferente color y establecer previamente cual de los dos indica las decenas y cual las unidades.
No fue hasta que se celebraron las convenciones Gen Con de 1980 que se anunció el invento de dados de diez caras, con forma de trapezoedro pentagonal, aunque en realidad la patente del dado de diez caras existía en Estados Unidos desde el año 1906.
Para que tengan una mejor rodadura, los dados de diez son a menudo fabricados con aristas de forma redondeada. También a veces, en la fabricación de estos dados, se añaden subcaras obtenidas por truncamiento. Cada cara del dado tiene dos aristas largas y dos aristas cortas. Las cinco caras inscritas con números impares se reúnen en el vértice común de sus respectivas aristas largas. Las cinco caras inscritas con números pares se reúnen en el vértice común de sus respectivas aristas largas.
Parece haber una configuración estándar de los números inscritos en los dados de diez caras: si uno sostiene un dado de diez caras de forma que el vértice común a los números pares aparezca encima y el vértice de los impares abajo, la lectura de los números, en zigzag y de izquierda a derecha, es 0, 7, 4, 1, 6, 9, 2, 5, 8, 3 y vuelta a 0. Los lados opuestos siempre suman un total de nueve (0+9, 4+5, 6+3, 2+7, 8+1).
A menudo los dados de diez se lanzan por pares, para ser usados como dados porcentuales. Uno de los dados puede, o no, estar inscrito en decenas de 00 a 90 (00, 10, 20, 30, 40, 50, 60, 70, 80, 90) y el otro estar inscrito de 0 a 9 (como la mayor parte de los dados de diez caras: 0, 1, 2, 3, 4, 5, 6, 7, 8, 9). El dado inscrito en decenas no es necesario pues una diferencia de color entre dos dados de diez inscritos en unidades (de 0 a 9) basta para decidir previamente qué color indica las decenas y qué color las unidades. Usando un dado inscrito en decenas y un dado inscrito en unidades el resultado 20+3 (23) corresponde al resultado 2+3 (23) de un par de dados inscritos los dos en unidades y en el que el color del dado que indica «2» ha sido elegido previamente para indicar las decenas. Los resultados 00+0 o 0+0 corresponden siempre a 100.
En lo referente a los dados de veinte caras inscritos de 0 a 9: de un modo ideal se les prefiere a los dados de diez por tener una forma más regular y ofrecer una rodadura más equitable. Efectivamente el dado de veinte (en forma de icosaedro regular), es uno de los cinco dados correspondientes a los cinco sólidos platónicos, los únicos que por su forma completamente regular pueden ofrecer una rodadura idealmente equitable.
En los juegos de rol la notación escrita del dado de diez caras es «D10».